# John Tchicai

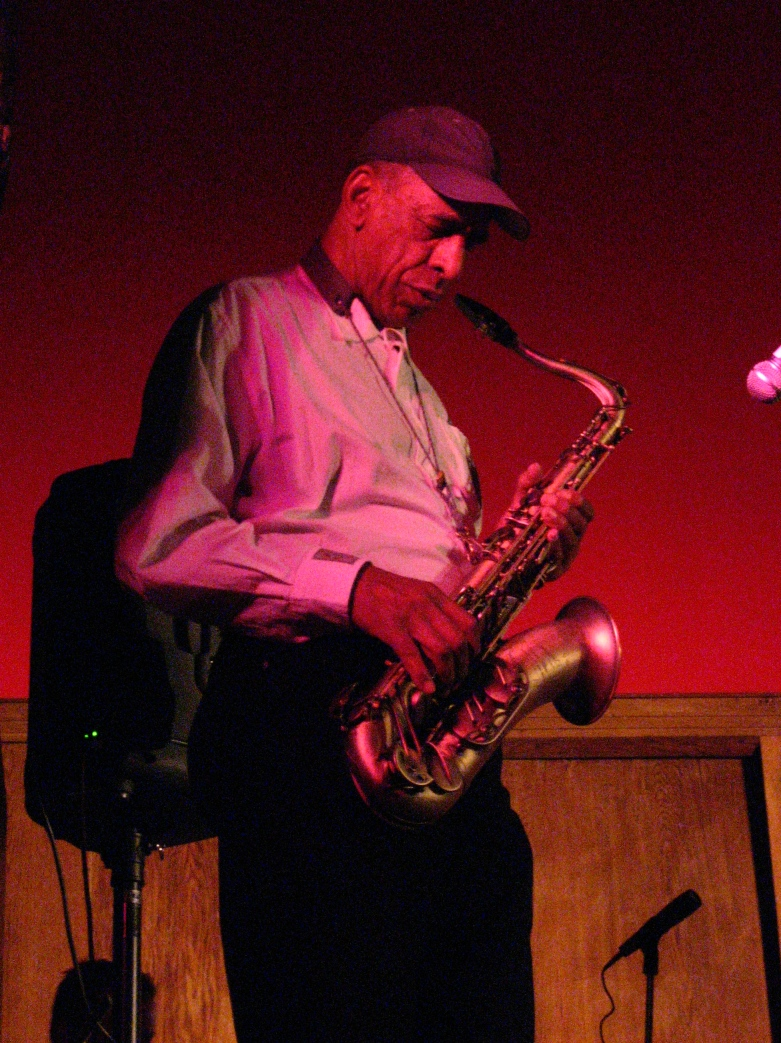
John Tchicai

John Martin Tchicai (ur. 28 kwietnia 1936 w Aarhus, Dania, zm. 8 października 2012 w Perpignan, Francja) – duński saksofonista jazzowy. Jeden z pionierów free jazzu w Europie. Jego rodzice pochodzili z Danii i Konga.
Tchicai początkowo grał na skrzypcach, w latach nastoletnich zaczął grać na klarnecie i saksofonie altowym, z czasem skoncentrował się na grze na tym ostatnim. Pod koniec lat pięćdziesiątych podróżował po Europie koncertując z różnorodnymi artystami. Po przeprowadzce do Nowego Jorku w 1963 roku, Tchicai zaangażował się w tamtejszą scenę freejazzową, współtworzył New York Contemporary Five i New York Art Quartet, zagrał też na przełomowym albumie Johna Coltrane'a Ascension. Był jednym z członków Jazz Composers Guild. W 1966 roku powrócił do Danii, gdzie stworzył grupę Cadentia Nova Danica oraz zajął się na pracą nauczycielską.
Do nagrywania i koncertowania powrócił pod koniec lat siedemdziesiątych, we wczesnych latach osiemdziesiątych zaś za swój główny instrument obrał saksofon tenorowy. W roku 1999 otrzymał dożywotni grant od duńskiego Ministerstwa Kultury. W 1991 Tchicai wraz z żoną przenieśli się w okolice San Francisco, gdzie muzyk stał na czele kilku grup muzycznych. W roku 1997 przyznano mu nagrodę – stypendium National Endowment for the Arts.
W ostatnich latach życia mieszkał w Kalifornii i południowej Francji.
Nagrywał m.in. z takimi muzykami jak John Coltrane, Don Cherry, Archie Shepp, John Lennon, Yōko Ono, Johnny Dyani, Roswell Rudd, Albert Ayler, Dollar Brand, Makaya Ntshoko, Carla i Paul Bley, Vitold Rek, Theo Jörgensmann, Karl Berger, Misha Mengelberg, Lee Konitz, Cecil Taylor, Marilyn Mazur. Współpracował też z poetami, np. Amiri Baraka.
Zmarł 8 października 2012 w Perpignan w wyniku wylewu krwi do mózgu, którego doznał 11 czerwca 2012 w Barcelonie.